# Enhydrus
Genre
Enhydrus est un genre de petits coléoptères de la famille des Gyrinidae décrit par le naturaliste Francis de Laporte de Castelnau en 1834.
Synonymie
- Helochares Mulsant, 1844

## Liste des espèces
- Enhydrus atratus Régimbart, 1877
- Enhydrus mirandus Ochs, 1955
- Enhydrus sulcatus (Dejean, 1821)
- Enhydrus tibialis Régimbart, 1877